# Cá răng nanh
Cá răng nanh (tên khoa học: Anoplogaster, sống ở độ sâu 5000 m) mặc dù thân rất ngắn (chiều dài tối đa là 15,24 cm), nhưng với cái đầu to, miệng rộng hoác và những chiếc răng nanh dài sắc nhọn, cá răng nanh được xem là một "nhân vật" đáng gờm trong giới sinh vật biển. Cũng bởi vẻ ngoài hung tợn này mà chúng còn có một tên khác là "cá yêu tinh". Cá răng nanh khi nhỏ thường có màu xám sáng nhưng khi trưởng thành chúng lại ngả màu nâu đậm hoặc màu đen. Do nguồn thức ăn khan hiếm, loài cá này tỏ ra khá "dễ nuôi", chúng ăn bất cứ thứ gì chúng kiếm được. Phần lớn lượng thức ăn chúng có được là những mẩu thừa từ tầng nước trên rơi xuống. Người ta thường tìm thấy cá răng câu ở những vùng biển ôn đới hoặc nhiệt đới.

## Loài
Hiện tại có hai loài được công nhận trong chi này:

- Anoplogaster brachycera Kotlyar, 1986 (Cá răng nanh răng ngắn)
- Anoplogaster cornuta (Valenciennes, 1833) (Cá răng nanh thông thường)

## Hinh ảnh

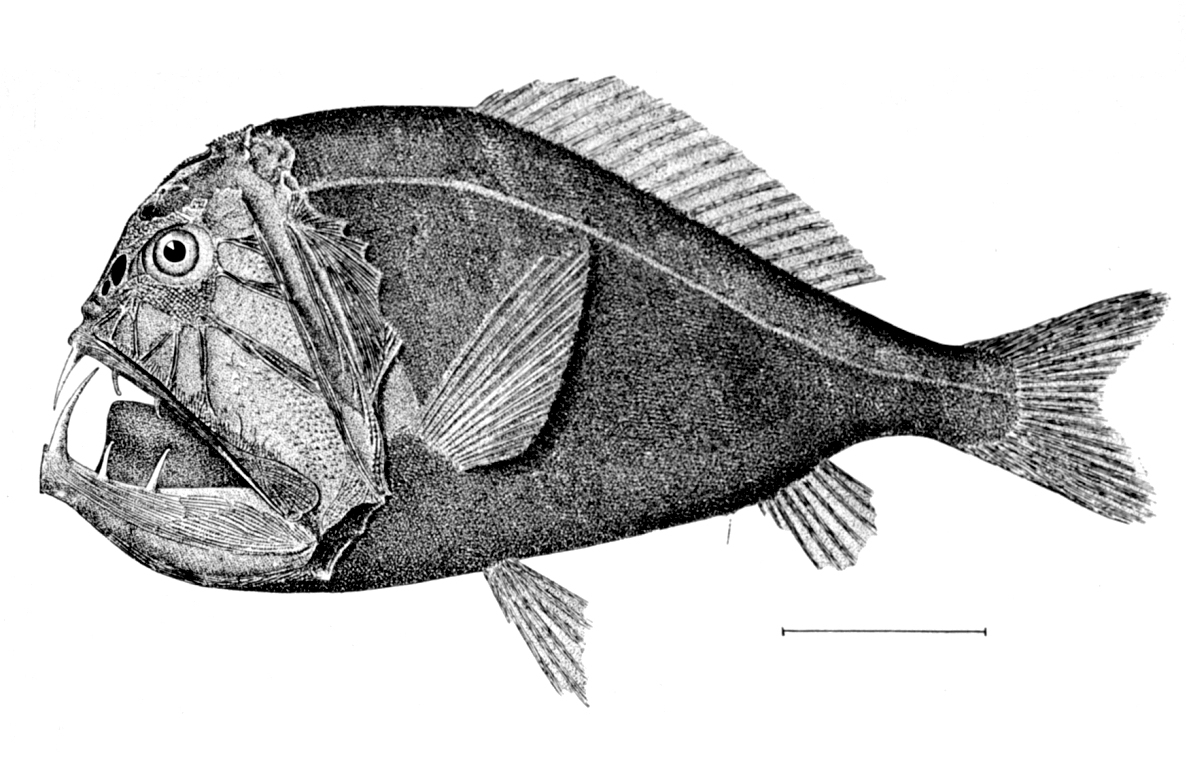
Anopoglaster cornuta
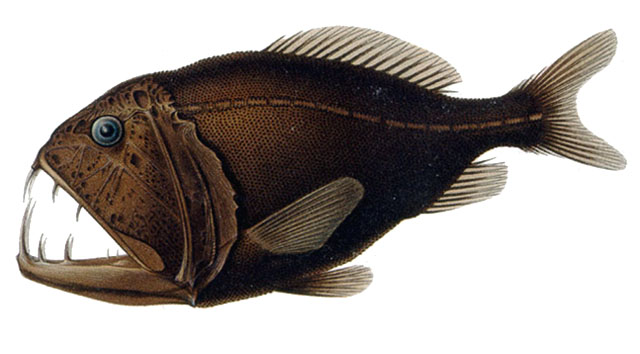
Anopoglaster de la familia Anoplogastridae